# Wilfred James Mannion
a Wilfred James Mannion, conegut com a Wilf Mannion, (South Bank, Middlesbrough, 16 de maig de 1918 - Teesside, 14 d'abril de 2000) fou un futbolista anglès de la dècada de 1940.

## Trajectòria
Pel seu cabell ros, fou conegut com The Golden Boy (el noi daurat). Jugava a la posició d'interior i feu més de 350 aparicions al primer equip del Middlesbrough, club on ingressà el 1936. En lliga disputà 341 partits i marcà 99 gols.
En les darreries de la seva carrera jugà al Hull City, i més tard als equips amateurs Poole Town i Cambridge United.
Fou internacional amb Anglaterra en 26 ocasions entre 1946 i 1951, debutant el 3 d'octubre de 1951. Participà en el Mundial de 1950.
El 2004 fou inclòs a l'English Football Hall of Fame al National Football Museum.